# 李准滩
7°49′00″N 110°29′00″E / 7.81667°N 110.48333°E
李準滩（越南语：／*/?）位于人骏滩西面，广雅滩南部，属水下封闭型环礁。是为纪念宣统元年（1909年）广东水师提督李準奉命率水师巡视西沙群岛而命名。

## 历史
- 1935年中国的公布名称为格陵泽滩。
- 1947年和1983年中国的公布名称为李準滩。有外文图书称其为Grainger Bank[1]。

## 地质地形
该滩呈南一北走向，长9.59km，宽3.7km，一般水深18.5-37m，最淺水深為11米。

## 地理坐标
北纬7度47分，东经110度29分海域内。